# Ilex microsticta
Ilex microsticta är en järneksväxtart som beskrevs av Ludwig Eduard Loesener. Ilex microsticta ingår i släktet järnekar, och familjen järneksväxter. Inga underarter finns listade i Catalogue of Life.